# Bonnechere Valley
Bonnechere Valley es un municipio canadiense situado en la provincia de Ontario.

## Superficie
Bonnechere Valley tiene una superficie de 588,36 km².

## Demografía
En 2021, tenía 3898 habitantes, una densidad poblacional de 6,6 hab./km², y 2320 viviendas.